# 충청소방학교
충청소방학교(忠淸消防學校)는 충청남도, 충청북도, 대전광역시, 세종특별자치시를 관할하는 충청남도 소방본부 산하의 소방학교이다. 충청남도 천안시 동남구 유량동에 위치하고 있다. 그리고 2058호 전동차가 보존 중이다.
소방학교장은 소방정으로 보한다. 충청소방학교의 하부조직 및 그 사무분장은 충청남도청, 대전광역시청, 세종특별자치시청, 충청북도청 4개 시·도 행정협의회에서 정한 충청소방학교 공동운영 규약에 의한다.

## 연혁
- 1993년 7월 20일: 충청남도소방학교 설치
- 1999년 4월 10일: 충청소방학교로 변경

### 역대 학교장
| 대수 | 계급       | 성명   | 기간                         |
| ---- | ---------- | ------ | ---------------------------- |
| 1    | 지방소방감 | 이명웅 |                              |
| 2    | 지방소방정 | 임용배 |                              |
| 3    | 소방정     | 이남규 |                              |
| 4    | 소방정     | 장석화 |                              |
| 5    | 소방정     | 김정화 |                              |
| 6    | 소방정     | 정희철 |                              |
| 7    | 소방정     | 손은수 |                              |
| 8    | 소방정     | 서정식 |                              |
| 9    | 소방정     | 곽세근 |                              |
| 10   | 소방정     | 이재화 |                              |
| 11   | 소방정     | 정완택 |                              |
| 12   | 소방정     | 이창섭 |                              |
| 13   | 소방정     | 김일수 |                              |
| 14   | 소방정     | 백동승 |                              |
| 15   | 소방정     | 홍상의 |                              |
| 16   | 소방정     | 진용만 |                              |
| 17   | 소방정     | 김연상 |                              |
| 18   | 소방정     | 성석열 |                              |
| 19   | 소방정     | 방장원 | 2019년 2월 20일 ~ 2021년 4월 |
| 20   | 소방정     | 방상천 | 2021년 4월 ~                 |

## 조직
| - 교육지원과 - 행정지원팀 - 예산운영팀 | - 교육기획과 - 교육기획팀 - 교수지원팀 - 학생지도팀 | - 교수운영과 - 교수능력개발팀 - 교육훈련팀 |

## 같이 보기
- 대한민국 소방청
- 대한민국의 소방
- 소방관 계급